# دانشگاه واشینگتن غربی
دانشگاه واشینگتن غربی (به انگلیسی: Western Washington University)، یکی از شش دانشگاهی است که سرمایه تأسیس آن توسط واشینگتن فراهم گردیده است.
این دانشگاه در بلینگهام قرار دارد و دارای مقاطع تحصیلی کارشناسی و کارشناسی ارشد است.

## نگارخانه

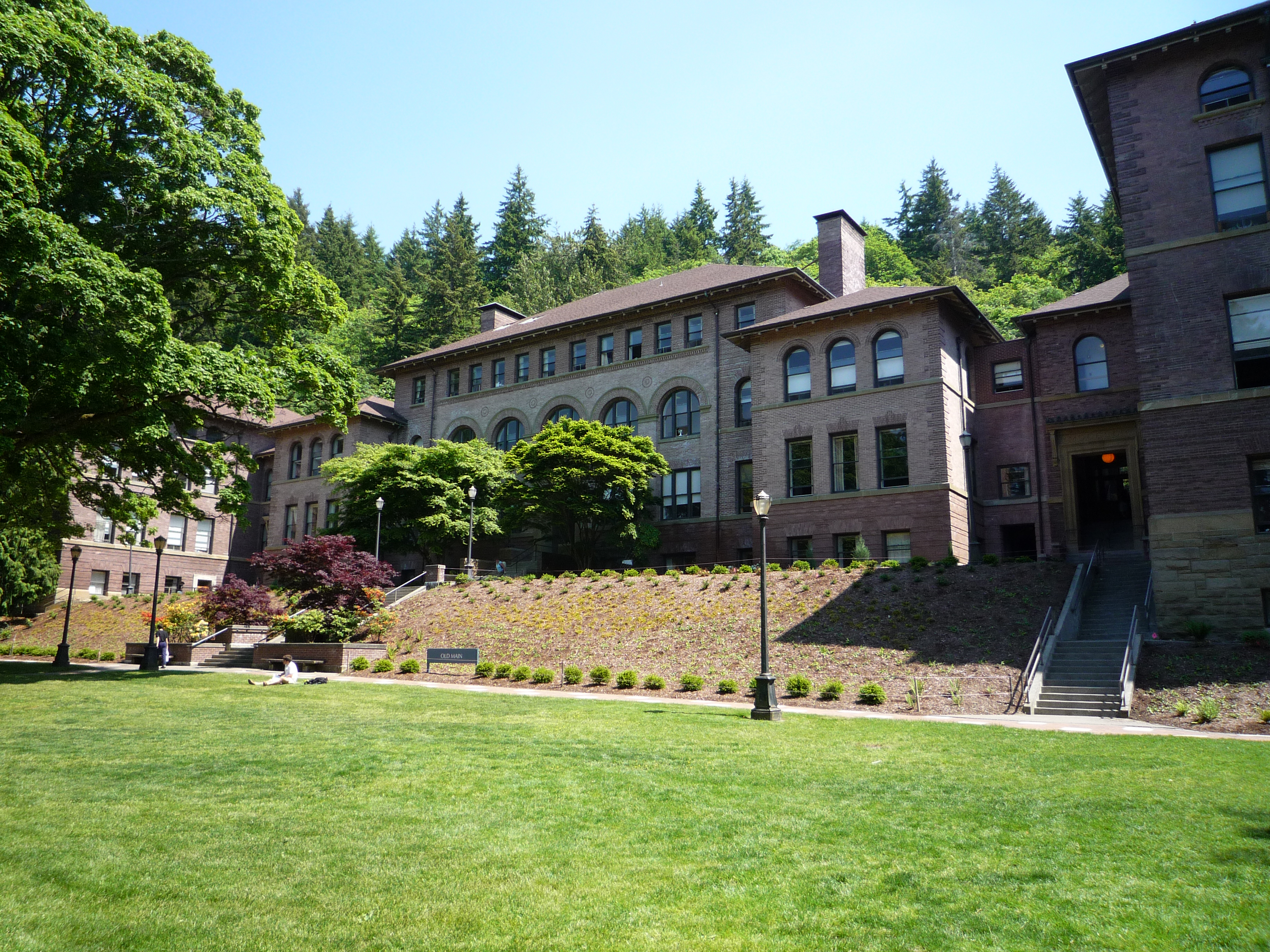
اولد مین
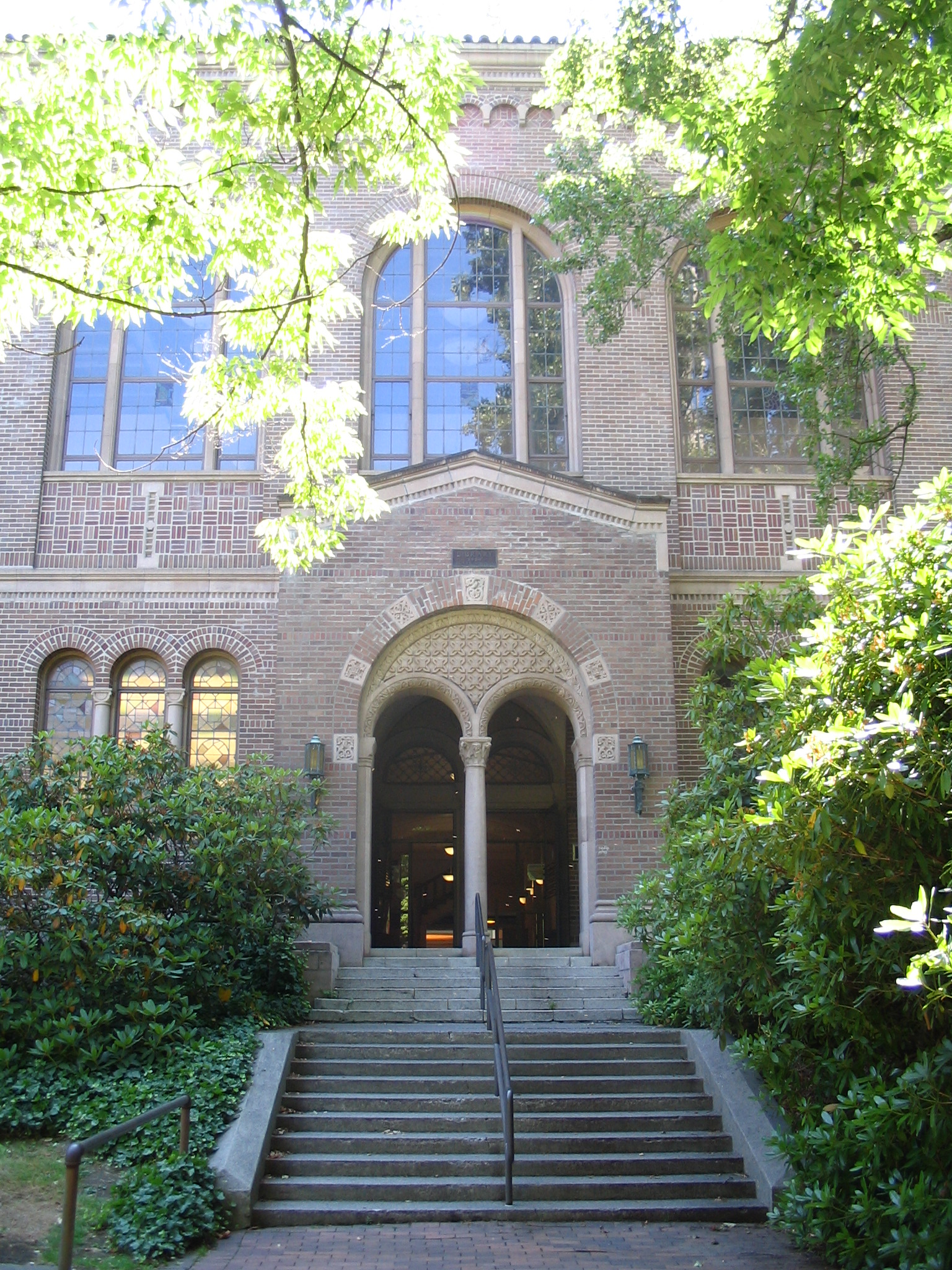
کتابخانه ویلسون
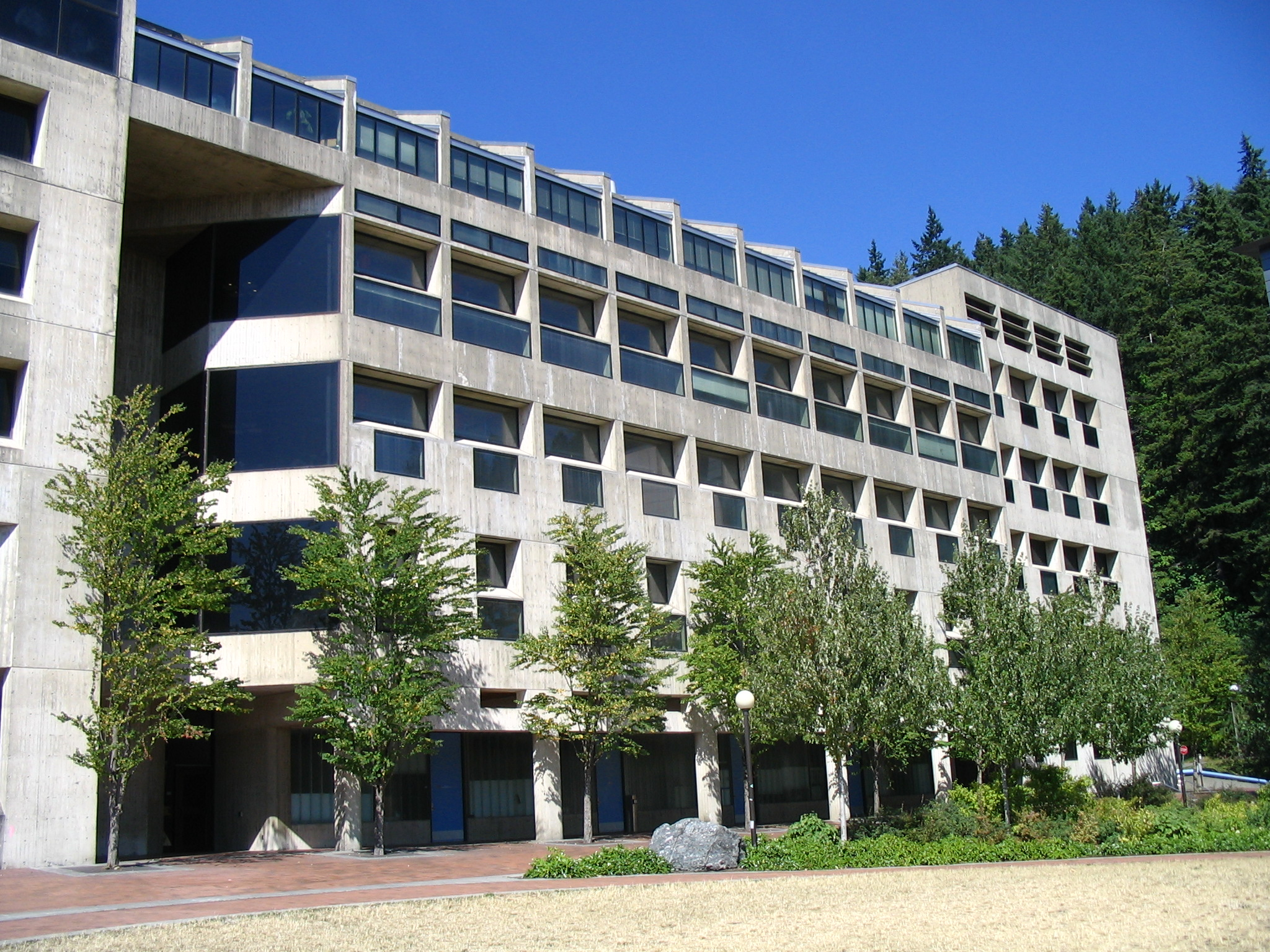
ساختمان علوم محیط زیست